# Кандаон
Кандаон е име в гръцката митология с не много ясно значение. Някои го отъждествяват с Орион, а други с Арес. Счита се за бог на войната при тракийското племе крестони. Името му означава най-вероятно „вълкодав“, „удушвач на кучета“. Смята се, че това название има паралел с топонима Даусдава при село Свещари, Разградска област.